# Banu Amar
Os Banu Amar (em árabe: بنو عمار; romaniz.: Banū ʿAmmār, literalmente 'Filhos de Amar') eram uma família de magistrados muçulmanos (cádis) que governaram a cidade de Trípoli, onde hoje é o Líbano, de 1070 a 1109.

## História

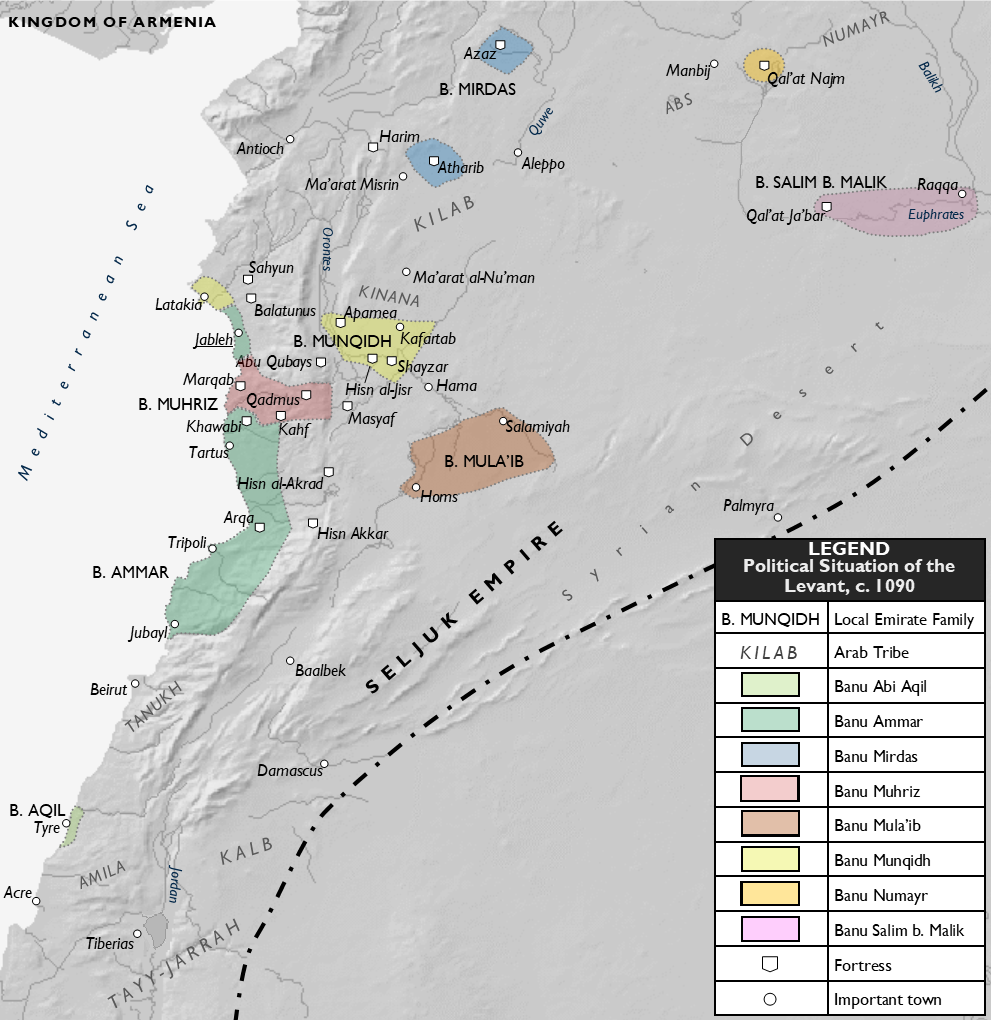
Levante em cerca de 1085

Os Banu Amar eram descendentes da tribo berbere dos cutamas, que fornecia o esteio do Califado Fatímida. A dinastia foi fundada por Amim Adaulá Abu Talibe Haçane ibne Amar, que era o cádi nomeado fatímida de Trípoli quando o governador fatímida local, Muquetar Adaulá ibne Bazal, morreu em 1070. Amim Adaulá declarou-se o governante independente da cidade, governando um território que se estendia de Acar no norte a Jubail (Biblos) no sul. Seu reinado foi breve, pois morreu apenas dois anos depois.
Os dois sobrinhos de Amim Adaulá lutaram pela sucessão, com um deles, Jalal Almulque Ali ibne Maomé, emergindo vitorioso e exilando seu irmão. Jalal Almulque governou até sua morte em 1099, governando a cidade em um precário ato de equilíbrio diplomático entre os fatímidas ao sul e os seljúcidas a leste. Em 1081, capturou Jabala do Império Bizantino. Como parte de sua estratégia para melhorar a posição de Trípoli, investiu grandes somas para tornar a cidade um famoso centro de aprendizagem, fundando uma "Casa do Conhecimento" que atraiu estudiosos, bem como uma biblioteca notável com supostamente 10 000 volumes. Também foi em seu tempo que a Primeira Cruzada alcançou o Levante e começou sua marcha rumo a Jerusalém. Após uma importante vitória no Forte dos Cursos, a futura Fortaleza dos Cavaleiros, Jalal Almulque evitou que Trípoli fosse atacada pelos cruzados através de presentes.
Raimundo IV, sob o comando de 5 mil cavaleiros, interrompeu seu progresso e cercou Arca. Utilizando estratagemas e ataques pontuais, assegurou o domínio dos portos de Tortosa e Margate, ambas posses dos Banu Amar, e a rendição de vários assentamentos interioranos, mas custou a conseguir a capitulação de seu alvo. Enquanto isso, Godofredo e Roberto II de Flandres juntaram-se aos cruzados restantes e começaram sua marcha em meados do mês. Em março, decidiram sitiar Jabala. No começo de abril, Pedro de Narbona os alcançou de Arca trazendo uma mensagem urgente de Raimundo pedindo ajuda. Segundo relatou, os seljúcidas reuniram um exército em Baguedade e estavam se preparando para atacá-lo. É provável que a ameaça tenha sido inventada por Raimundo para convencê-los a seguir seu curso e ajudá-lo, o que surtiu efeito. Com a chegada de novos combatentes, e o prosseguimento do cerco, os líderes muçulmanos locais, inclusive Ali, continuaram mandando subornos para evitar um ataque cruzado, o que teria criado uma espécie de rede de abastecimento muito rentável. Isso, contudo, logo ruiria quando as lideranças muçulmanas deram-se conta da extorsão a qual estavam se sujeitando.
Já fragilizado pelos acontecimentos recentes, Raimundo optou por ouvir os demais cruzados e levantar o cerco em 13 de maio, sem alcançar o objetivo de conquistar a cidade, para rumar em direção a Jerusalém, e deixou Arca sob controle de Trípoli. Conforme os cruzados se aproximavam da capital de Ali, ele tentou comprar sua imunidade. Ele ofereceu 300 cativos cristãos, compensando-os com 15 000 besantes e 15 cavalos. Os cruzados deixaram a cidade intocada em 16 de maio. Pouco depois, Jalal Almulque foi sucedido por seu irmão Facre Almulque. Neste ponto, o território dos Banu Amar abrangia a cidade portuária de Tortosa e as fortalezas de Arca, ao norte de Trípoli, e Cauabi, ao norte de Tortosa, além de Tripoli, Jubail e Jabala. Em 1102, os cruzados sob Raimundo retornaram à região e capturaram Arca. A família perdeu Jubail para em abril de 1104. Facre Almulque deixou Trípoli em 1108 para reunir os governantes sunitas em Damasco e Baguedade em sua ajuda, mas foi deposto pela população em uma revolta pró-fatímida. Os fatímidas enviaram uma frota à cidade, mas ela chegou apenas oito dias após sua queda para os cruzados. Em julho de 1109, os cruzados comandados por Tancredo capturaram Jabala. Facre Almulque permaneceu ao serviço dos seljúcidas e depois entrou ao serviço do atabegue Maudade de Moçul e, finalmente, do califa abássida Almostazir. Ele morreu em 1118/9.